# Augustów (gmina Kowala)
Augustów – wieś w Polsce położona w województwie mazowieckim, w powiecie radomskim, w gminie Kowala. Ma status aołectwa. Przez wieś przebiega trasa drogi wojewódzkiej nr 733.
| SIMC    | Nazwa        | Rodzaj  |
| ------- | ------------ | ------- |
| 0626946 | Błonie       | kolonia |
| 0626917 | Kosów-Stacja | osada   |
| 0627294 | Zabierzów    | kolonia |

Wieś powstała na początku XIX w. z części dóbr ziemskich Kosów Mniejszy. Jej nazwa pochodzi od imienia August. Na mapie Królestwa Polskiego z 1839 r. umieszczono osadę o nazwie Kolonia Augustów. W 1864 r. Augustów włączono do gminy Kowala. W 1866 r. ziemia folwarczna we wsi, licząca 163 morgi, została podzielona między 10 gospodarstw rolnych. W 1900 r. wieś liczyła zaledwie 8 domów i 71 mieszkańców. Obszar wsi wynosił 180 mórg ziemi. W 1921 r. w Augustowie było 27 domów mieszkalnych.
W latach 1975–1998 miejscowość należała administracyjnie do województwa radomskiego.
Do miejscowości można się dostać autobusami komunikacji prywatnej "Chełmińska" na liniach do Wierzbicy i do Parznic.
We wsi działa ośrodek muzyczny, który jest siedzibą dziecięcego zespołu wokalno-instrumentalnego wykonującego piosenki o tematyce religijnej "Oratorium".
Wierni Kościoła rzymskokatolickiego należą do parafii św. Wojciecha w Kowali lub do parafii św. Zofii w Młodocinie.